# Champigny-sur-Marne
Champigny-sur-Marne är en kommun i departementet Val-de-Marne i regionen Île-de-France i norra Frankrike. Kommunen är chef-lieu över 4 kantoner som tillhör arrondissementet Nogent-sur-Marne. År 2022 hade Champigny-sur-Marne 78 367 invånare.
Kommunen är en av de sydöstliga förstäderna till Paris. Kommunen ligger 12,5 km från Paris centrum.

## Befolkningsutveckling
Antalet invånare i kommunen Champigny-sur-Marne
| Referens: INSEE |